# Cirrhilabrus wakanda
Cirrhilabrus wakanda är en fiskart namngiven efter den fiktiva staten Wakanda i Marvel Comics och Marvel Cinematic Universe. Arten ingår i släktet Cirrhilabrus som är en del av familjen läppfiskar (Labridae). 

## Namn
Arten beskrevs och fick sitt vetenskapliga namn av Yi-Kai Tea, Hudson T. Pinheiro, Bart Shepherd och Luiz A. Rocha 2019. Namnet Cirrhilabrus wakanda refererar till den fiktiva östafrikanska staten Wakanda i Marvel Comics och Marvel Cinematic Universe som superhjälten Black Panther kommer ifrån, känd från bland annat filmen Black Panther från 2018. Likt Wakanda i fiktionen har fiskarten C. wakanda i verkligheten länge varit okänd för omvärlden. Arten har även ett lila mönster som enligt namngivarna liknar det på superhjälten Black Panthers dräkt. Artens engelska trivialnamn är Vibranium fairy wrasse.

## Taxonomi och släktskap
C. wakanda ingår i släktet Cirrhilabrus och familjen läppfiskar (Labridae). Alla arter inom släktet finns i Indiska oceanen eller Stilla havet. C. wakanda är den åttonde arten inom släktet som beskrivits från västra delen av Indiska oceanen och 60:e arten i släktet totalt.

## Utseende
Hannen har gult huvud med gula ögon, den undre delen av huvudet har en vit eller blekt rosa färg. Både hannar och honor har ett mönster av utmärkande lila fjäll på delar av kroppen som även kan användas för att särskilja arten från andra arter inom släktet Cirrhilabrus.

## Utbredning
Artens kända utbredningsområde är kusten öster om Zanzibar, Tanzania. Den har hittas vid korallrev på 50-80 meters djup.